# Budapest Grand Prix 2021
Hungarian Grand Prix 2021 là một giải quần vợt thi đấu trên mặt sân đất nện ngoài trời. Đây là lần thứ 19 giải Budapest Grand Prix được tổ chức, và là một phần của WTA 250 trong WTA Tour 2021. Giải đấu diễn ra tại Római Tennis Academy ở Budapest, Hungary, từ ngày 12 đến ngày 18 tháng 7 năm 2021.

## Nội dung đơn

### Hạt giống
| Quốc gia | Tay vợt               | Xếp hạng1 | Hạt giống |
| -------- | --------------------- | --------- | --------- |
| KAZ      | Yulia Putintseva      | 43        | 1         |
| USA      | Danielle Collins      | 48        | 2         |
| USA      | Bernarda Pera         | 74        | 3         |
| ROU      | Irina-Camelia Begu    | 79        | 4         |
| ROU      | Ana Bogdan            | 91        | 5         |
| BLR      | Aliaksandra Sasnovich | 100       | 6         |
| BUL      | Viktoriya Tomova      | 104       | 7         |
| ITA      | Sara Errani           | 105       | 8         |

- 1 Bảng xếp hạng vào ngày 28 tháng 6 năm 2021

### Vận động viên khác
Đặc cách:
- Dalma Gálfi
- Réka Luca Jani
- Panna Udvardy

Bảo toàn thứ hạng:
- Ivana Jorović
- Kateryna Kozlova
- Anna Karolína Schmiedlová

Vượt qua vòng loại:
- Jaqueline Cristian
- Olga Danilović
- Ekaterine Gorgodze
- Julia Grabher
- Tereza Mrdeža
- Paula Ormaechea

Thua cuộc may mắn:
- Martina Di Giuseppe

### Rút lui
Trước giải đấu
- Magdalena Fręch → thay thế bởi  Aliona Bolsova
- Polona Hercog → thay thế bởi  Tamara Korpatsch
- Danka Kovinić → thay thế bởi  Mayar Sherif
- Nadia Podoroska → thay thế bởi  Ana Konjuh
- Anastasija Sevastova → thay thế bởi  Anhelina Kalinina
- Laura Siegemund → thay thế bởi  Barbara Haas
- Patricia Maria Țig → thay thế bởi  Martina Di Giuseppe

## Nội dung đôi

### Hạt giống
| Quốc gia | Tay vợt         | Quốc gia | Tay vợt          | Xếp hạng1 | Hạt giống |
| -------- | --------------- | -------- | ---------------- | --------- | --------- |
| RUS      | Anna Kalinskaya | RUS      | Yana Sizikova    | 202       | 1         |
| HUN      | Tímea Babos     | HUN      | Réka Luca Jani   | 223       | 2         |
| KAZ      | Anna Danilina   | BLR      | Lidziya Marozava | 242       | 3         |
| EGY      | Mayar Sherif    | CZE      | Renata Voráčová  | 260       | 4         |

- 1 Bảng xếp hạng vào ngày 28 tháng 6 năm 2021

### Vận động viên khác
Đặc cách:
- Dorka Drahota-Szabó /  Luca Udvardy
- Natália Szabanin /  Amarissa Kiara Tóth

### Rút lui
Trước giải đấu
- Naomi Broady /  Jamie Loeb → thay thế bởi  Jamie Loeb /  Panna Udvardy
- Vera Lapko /  Tereza Mihalíková → thay thế bởi  Ekaterine Gorgodze /  Tereza Mihalíková

Trong giải đấu
- Timea Babos /  Réka Luca Jani
- Irina Bara /  Sara Errani
- Olga Danilović /  Ivana Jorović

## Nhà vô địch

### Đơn
- Yulia Putintseva đánh bại  Anhelina Kalinina, 6–4, 6–0.

### Đôi
- Mihaela Buzărnescu /  Fanny Stollár đánh bại  Aliona Bolsova /  Tamara Korpatsch, 6–4, 6–4